# Област
Област је територија која чини целину у погледу рељефа, климе и других физичкогеографских елемената. Област може бити издвојена приликом регионализације по неком карактеристичном обележју:
- природни/географски (Посавина),
- историјски (Рашка област),
- економски (Рурска област) и
- етнички (Квебек).

Многи аутори област сматрају највишом у категорији географских регија.